# Ріу-Гранді-да-Серра
Ріу-Гранді-да-Серра (порт. Rio Grande da Serra) — місто і муніципалітет у бразильському штаті Сан-Паулу, частина Регіону ABC в межах міської агломерації Великий Сан-Паулу. Місто обслуговує Лінія 10 поїздів системи CPTM.
| Бразилія | Це незавершена стаття з географії Бразилії. Ви можете допомогти проєкту, виправивши або дописавши її. |